# István Seregély

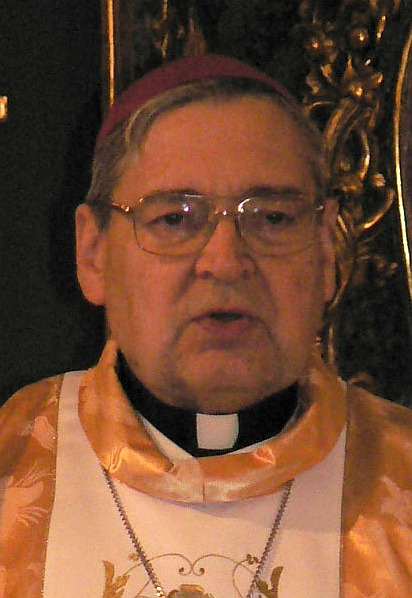
István Seregély (2010)

István Seregély (* 13. März 1931 in Szombathely, Westtransdanubien, Ungarn; † 31. Dezember 2018 in Nyíregyháza) war ein ungarischer Geistlicher und römisch-katholischer Erzbischof von Eger.

## Leben
István Seregély empfing am 19. Juni 1955 die Priesterweihe und war anschließend als Gemeindepfarrer und Kaplan tätig.
Papst Johannes Paul II. ernannte ihn am 5. Juni 1987 zum Erzbischof von Eger. Die Bischofsweihe spendete ihm der Erzbischof von Esztergom, László Paskai OFM, am 25. Juli desselben Jahres; Mitkonsekratoren waren Izidor István Marosi, Bischof von Vác, und Endre Kovács OCist, Weihbischof in Eger. 
Am 15. März 2007 nahm Papst Benedikt XVI. sein aus Altersgründen vorgebrachtes Rücktrittsgesuch an.